# Quertragwerk

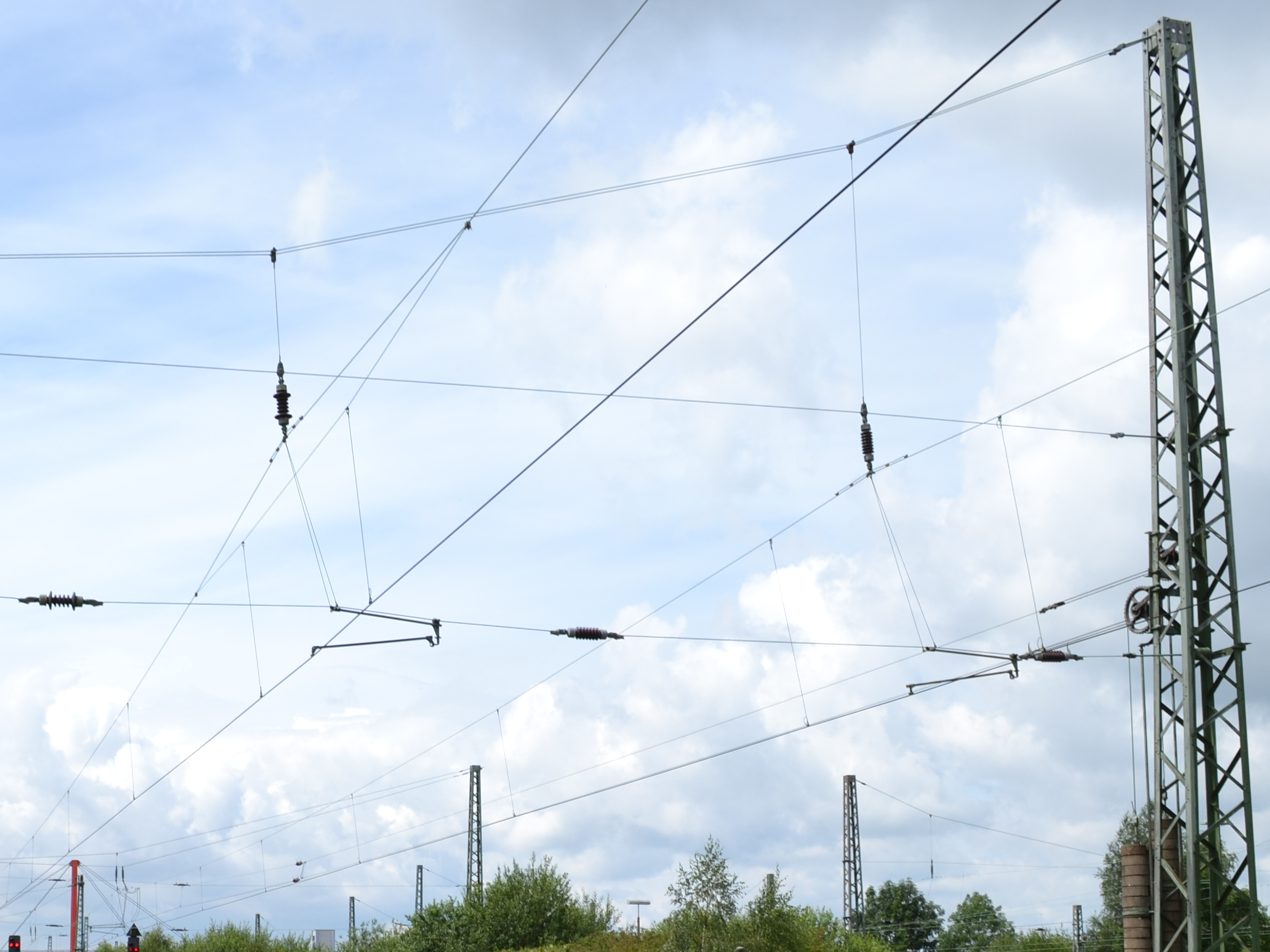
Quertragwerk, wie es häufig in Deutschland zu finden ist. Hier im Bahnhof Holzwickede

Ein Quertragwerk (Oberbegriff für Querjoche, Drahtjoche und Querfelder) ist eine technische Konstruktion zur Befestigung von Oberleitungen im Eisenbahnwesen. Kennzeichnend für Quertragwerke ist, dass sie mehr als ein Gleis überspannen und an zwei Masten aufgehängt sind.
Quertragwerke werden in Sonderfällen auch zur Befestigung von Seilen von Luftseilbahnen errichtet, wobei man von einer Hängestütze spricht. Auch Freileitungen und Drahtantennen wurden schon an Quertragwerken montiert. ist die Realisierung von Quertragwerken möglich. So waren die Antennen des Senders Malabar an zwischen Bergen befestigten Quertragwerken montiert und die Hochspannungsleitung Kemano-Kitimat überquert auf diese Weise lawinengefährdetes Terrain.

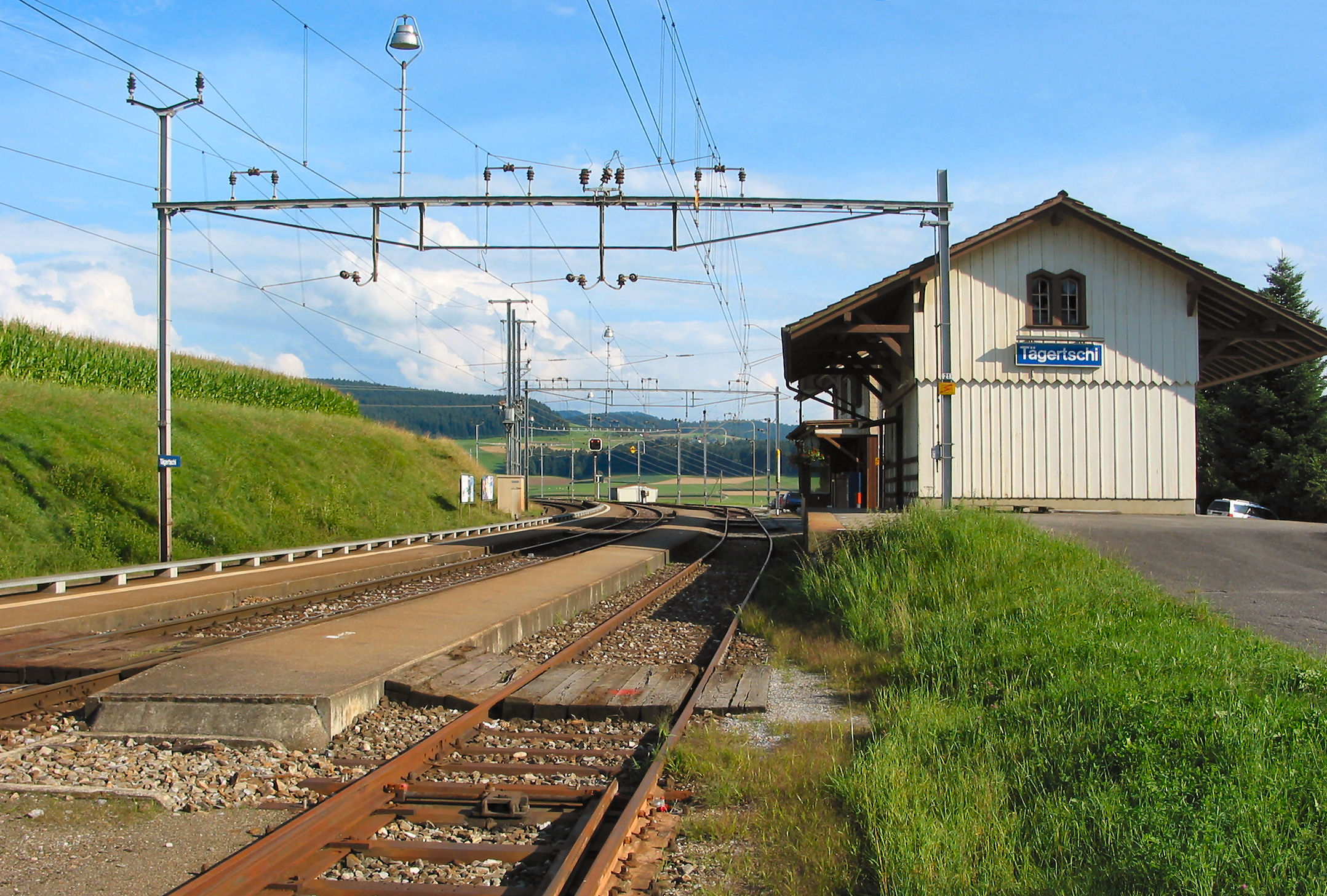
Querjoch im Bahnhof Tägertschi

Die Bauform Querjoch besteht aus einer festen Konstruktion aus Walzeisen oder ähnlichen Profilen oder Gitterprofilen, an denen die weitere Oberleitungskonstruktion befestigt ist. Diese Bauform ist in der Schweiz weit verbreitet.
Die Bauform Querfeld mit Querseilaufhängung ersetzt die feste Walzeisenkonstruktion durch eine Kombination aus einem doppelt geführten Quertragseil, einem oberen und einem unteren Richtseil sowie mehreren Richtseilhängern, die für die Höhenstabilisierung des unteren Richtseils verantwortlich sind. Unterhalb des oberen Richtseils werden die Tragseile der einzelnen Kettenwerke aufgehängt. Sind sie elastisch nachgespannt, werden dafür in der Regel Rollen eingebaut. Das untere Richtseil führt über die an Richtseilabstandösenklemmen beweglich aufgehängten Rohrseitenhalter die Fahrdrähte mit dem erforderlichen Seitenausschlag (Zick-Zack). In der Regel ist das Trag- und obere Richtseil eines Quertragwerkes geerdet, während das untere spannungsführend ist und deshalb zur Trennung der einzelnen Schaltgruppen zusätzliche Isolatoren erhält. Insbesondere in engen Bögen kann auch das obere Richtseil spannungsführend sein.
Die Bauform Drahtjoch ist ein Querfeld, bei dem ein mittleres Richtseil zusätzlich eingeführt ist, das eine andere Konstruktion der isolierten Halterung von nachgespannten Oberleitungstragseilen ermöglicht.
In Deutschland werden seit ca. 1990 Quertragwerke nur noch in Ausnahmefällen neu errichtet, da man die möglichen negativen Auswirkungen eines Fahrleitungsschadens auf alle durch ein gemeinsames Tragwerk verbundenen Oberleitungen mehr fürchtet als die höheren Baukosten durch Einzelmastkonstruktionen. Bei höheren Geschwindigkeiten ist außerdem das Schwingungsverhalten problematisch. Insbesondere in Güterbahnhöfen ist dagegen vorteilhaft, dass keine zusätzlichen Mastgassen benötigt werden und der verfügbare Platz besser genutzt werden kann.